# Hermes da Fonseca
Hermes Rodrigues da Fonseca (São Gabriel, Río Grande del Sur, 12 de mayo de 1855-Petrópolis, Río de Janeiro, 9 de septiembre de 1923) fue un político y militar brasileño. Era sobrino de Deodoro da Fonseca, el primer Presidente de Brasil. Ocupó el puesto de Ministro de Guerra en 1906 y, en 1910, fue elegido Presidente constitucional de Brasil, ocupando el cargo hasta 1914. Rodrigues se encontraba de visita en Portugal cuando ocurrió la Revolución del 5 de octubre de 1910, la cual puso fin a la monarquía portuguesa.

## Biografía
Su padre era de Alagoas y sirvió con las Fuerzas Armadas de Brasil. Como parte de su servicio, fue trasladado a São Gabriel. Hermes nació allí en 1855. Cuando su padre fue enviado a la Guerra de la Triple Alianza, la familia regresó a Río de Janeiro.

### Carrera militar
En 1871, a los 16 años, Rodrigues obtuvo un bachillerato en ciencias y letras y se matriculó en la Academia Militar, en donde estudió bajo la tutela de Benjamin Constant. Constant había sido uno de los primeros que introdujo las ideas de Auguste Comte. Cuando se graduó, sirvió como asistente de Gastón de Orleans, Conde de Eu.
Rodrigues apoyó la república proclamada por su tío Deodoro da Fonseca, quien posteriormente lo nombró asistente y secretario militar. Durante la Revolta da Armada en 1893, defendió el gobierno de Floriano Vieira Peixoto. Entre 1899 y 1904, lideró la Brigada Policial de Río de Janeiro y también asumió la dirección de la Academia Militar de Realengo.
Como comandante de la Academia, luchó contra la Revolta da Vacina en 1904. Posteriormente, fue ascendido a mariscal. Durante el gobierno de Manuel Ferraz de Campos Sales, fue nombrado Ministro de Guerra. Rodrigues conservó el cargo durante el mandado del próximo presidente, Afonso Augusto Moreira Pena. Como parte de su labor, reformó el ejército y el ministerio. Una de las innovaciones más importantes que realizó fue la instauración del servicio militar obligatorio. Sin embargo, renunció a su puesto cuando el Congreso empezó a criticar la participación de los militares en la política. Posteriormente, sirvió como ministro del Supremo Tribunal Federal de Brasil.

### Elecciones de 1910
En noviembre de 1908, Rodrigues fue designado como candidato para la presidencia, contando con el apoyo del presidente Nilo Peçanha y de la mayoría de los estados. Los civilistas realizaron campaña por primera vez, oponiéndose a la elección de Rodrigues.

### Presidencia constitucional de la República
Después de ganar las elecciones, Rodrigues viajó a Portugal, en donde presenció la Revolución del 5 de octubre de 1910, la cual puso fin a la monarquía portuguesa. Durante su presidencia, tuvo que hacer frente a la Revuelta del Látigo (1910) y a la Guerra del Contestado (1912-1916).

### Últimos años
Luego de ceder la presidencia en noviembre de 1914, Rodrigues se postuló para un puesto en el Senado por el estado de Río Grande del Sur. Sin embargo, rehusó asumir el cargo debido al asesinato de Pinheiro Machado en septiembre de 1915. Rodrigues viajó a Europa, en donde residió en Suiza y no regresó a Brasil hasta 6 años más tarde, cuando una nueva campaña presidencial había empezado. A su regreso, ocupó el cargo de presidente del Club Militar en 1921. Durante su mandado, tuvo que lidiar con la Revolución del Fuerte de Copacabana en 1922. Rodrigues murió en Petrópolis en 1923, a los 68 años.